# Öregrunds stad
Denna artikel handlar om den tidigare kommunen Öregrunds stad. För orten se Öregrund.
Öregrunds stad var en stad och kommun i Stockholms län. 

## Administrativ historik
Öregrund fick sina stadsprivilegier 1491 överförda från Östhammars stad. Kung Kristian II lät bränna ner staden 1508 och 1521, vars invånare då flyttade till Östhammar, men Gustav Vasa återställde staden 1554. 
Öregrunds stad ombildades till stadskommun, enligt Förordning om kommunalstyrelse i stad (SFS 1862:14) den 1 januari 1863, då Sveriges kommunsystem infördes. I samband med kommunreformen den 1 januari 1952 inkorporerades i staden Gräsö landskommun med 944 invånare (den 31 december 1950) och omfattande en areal av 120,80 km², varav 120,53 km² land.
Den 1 januari 1967 upphörde staden då den inkorporerades i Östhammars stad. Öregrunds stad hade 2 029 invånare när den upplöstes. Öregrunds stad var den enda stadskommun som upplöstes före 1971. Den 1 januari 1971 infördes enhetlig kommuntyp och Östhammars kommun (bildad från Östhammars stad) överfördes till Uppsala län.

### Judiciell tillhörighet
1920 förlorade staden sin egen jurisdiktion och ingick därefter, samtidigt som Östhammars stad, i Norra Roslags domsaga; till 1948 i Frösåkers tingslag och från 1948 i Norra Roslags domsagas tingslag.

### Kyrklig tillhörighet
I kyrkligt hänseende tillhörde staden Öregrunds församling. Den 1 januari 1952 tillkom Gräsö församling genom inkorporering. De två församlingarna sammanslogs 2002 till Öregrund-Gräsö församling.

### Sockenkod
För registrerade fornfynd med mera så återfinns staden inom ett område definierat av sockenkod 0301 som motsvarar den omfattning staden hade kring 1950.

## Stadsvapnet
Blasonering: I fält av silver en tremastad röd karavel med seglen beslagna på mellersta masten och seglande på en av vågskura bildad blå stam.
Vapnet fastställdes 1948. 

## Geografi
Öregrunds stad omfattade den 1 januari 1911 en areal av 5,22 km², varav 5,07 km² land, och den 1 januari 1952 en areal av 126,02 km², varav 125,60 km² land. Båda dessa arealsiffror var baserade på Rikets allmänna kartverks kartor i skala 1:20 000 upprättade 1901-1906. Efter nymätningar och arealberäkningar färdiga den 1 januari 1955 baserat på nya kartor (ekonomiska kartan i skala 1:10 000) omfattade staden den 1 januari 1961 en areal av 132,85 km², varav 132,29 km² land.

### Tätorter i staden 1960
I Öregrunds stad fanns tätorten Öregrund, som hade 1 295 invånare den 1 november 1960. Tätortsgraden i staden var då 60,3 procent.

## Befolkningsutveckling
| Befolkningsutvecklingen i Öregrunds stad 1805–1965 | Befolkningsutvecklingen i Öregrunds stad 1805–1965 | Befolkningsutvecklingen i Öregrunds stad 1805–1965 | Befolkningsutvecklingen i Öregrunds stad 1805–1965 | Befolkningsutvecklingen i Öregrunds stad 1805–1965 |
| --- | -------------------------------------------------- | -------------------------------------------------- | -------------------------------------------------- | -------------------------------------------------- |
| |                                                    |                                                    |                                                    |                                                    |
| År |                                                    |                                                    | Folkmängd                                          |                                                    |
| 1805 | 1805                                               |                                                    | 678                                                |                                                    |
| 1810 | 1810                                               |                                                    | 661                                                |                                                    |
| 1820 | 1820                                               |                                                    | 682                                                |                                                    |
| 1830 | 1830                                               |                                                    | 583                                                |                                                    |
| 1840 | 1840                                               |                                                    | 592                                                |                                                    |
| 1850 | 1850                                               |                                                    | 667                                                |                                                    |
| 1860 | 1860                                               |                                                    | 679                                                |                                                    |
| 1870 | 1870                                               |                                                    | 764                                                |                                                    |
| 1880 | 1880                                               |                                                    | 822                                                |                                                    |
| 1890 | 1890                                               |                                                    | 945                                                |                                                    |
| 1900 | 1900                                               |                                                    | 1 014                                              |                                                    |
| 1910 | 1910                                               |                                                    | 1 158                                              |                                                    |
| 1920 | 1920                                               |                                                    | 1 214                                              |                                                    |
| 1930 | 1930                                               |                                                    | 1 201                                              |                                                    |
| 1935 | 1935                                               |                                                    | 1 237                                              |                                                    |
| 1940 | 1940                                               |                                                    | 1 266                                              |                                                    |
| 1945 | 1945                                               |                                                    | 1 275                                              |                                                    |
| 1950 | 1950                                               |                                                    | 2 218                                              |                                                    |
| 1955 | 1955                                               |                                                    | 2 214                                              |                                                    |
| 1960 | 1960                                               |                                                    | 2 146                                              |                                                    |
| 1965 | 1965                                               |                                                    | 2 028                                              |                                                    |
| Anm: För åren 1805-1945: befolkning enligt folkräkning 31 december enligt den administrativa indelningen den 1 januari följande år. 1950 avser befolkning enligt folkräkning den 31 december enligt den administrativa indelningen den 1 januari 1952. 1955 avser den kyrkobokförda befolkningen den 31 december enligt den administrativa indelningen den 1 januari följande år. 1960 & 1965 avser befolkning enligt folkräkning den 1 november enligt den administrativa indelningen den 1 januari följande år. |                                                    |                                                    |                                                    |                                                    |

## Politik

### Mandatfördelning i Öregrunds stad 1919–1962
| 7 | 4 | 9 |

| 19 |

| 3 | 10 | 4 | 3 |

| 20 |

| 8 | 7 | 5 |

| 20 |

| 6 | 5 | 3 | 6 |

| 20 |

| 6 | 3 | 1 | 10 |

| 20 |

| 8 | 2 | 4 | 6 |

| 20 |

| 10 | 4 | 6 |

| 19 |

| 10 | 5 | 5 |

| 19 |

| 9 | 7 | 4 |

| 19 |

| 12 | 2 | 9 | 7 |

| 28 |

| 11 | 2 | 9 | 8 |

| 26 |

| 11 | 4 | 6 | 9 |

| 24 | 6 |

| 14 | 4 | 5 | 7 |

| 24 | 6 |